# Alfrocheiro

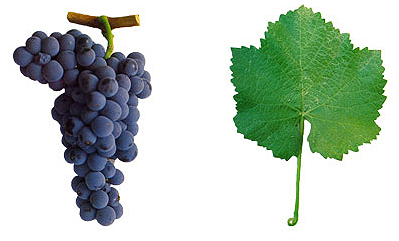
Alfrocheiro druivenras.

De Alfrocheiro is een blauw druivenras uit midden-Portugal, waarvan wordt aangenomen dat het ontstaan is kort na de Phylloxeraperiode van rond 1870.

## Geschiedenis
Recent DNA-onderzoek heeft nog geen definitieve conclusies opgeleverd, maar tot nu wordt aangenomen dat deze druif genetisch gezien verwant is met de Portugese druivensoorten Cornifesto en Castelāo.

## Kenmerken
De wijn heeft een intens dieprode kleur, met aroma's van zwarte bessen en rijpe aardbeien. De smaak wordt gedomineerd door zachte tannines, waardoor de wijn makkelijk te drinken is. Een echte bewaarwijn is het niet.
De warmere regio Alentejo, waar het water minder beschikbaar is, kent wijnen met veel minder kleur, maar met een alcoholpercentage van meestal rond de 14. Ten slotte komt deze druif ook wel voor in een blend met de veel bekendere druivensoorten Tempranillo en Touriga Nacional.

## Gebieden
Tot 2000 kwam deze variëteit bijna uitsluitend voor in de regio Dão in Midden-Portugal en in mindere mate in de iets zuidelijker gelegen regio Alentejo. Omdat er een kwalitatief uitstekende wijn van gemaakt kan worden, wordt deze druif nu ook verbouwd in de regio's Bairrada en Tejo. In 2010 was het aantal hectaren gestegen tot bijna 1500. In Spanje komt deze druif voor onder het synoniem Asturias.

## Synoniemen[1]
- Albarin Negro
- Albarin Tinto
- Alfrocheiro Preto
- Alfurcheiro
- Asturias
- Baboso Negro
- Brunal
- Caino Gordo
- Tinta Batardinha
- Tinta Francisca de Viseu